# Baron Montagu of Beaulieu

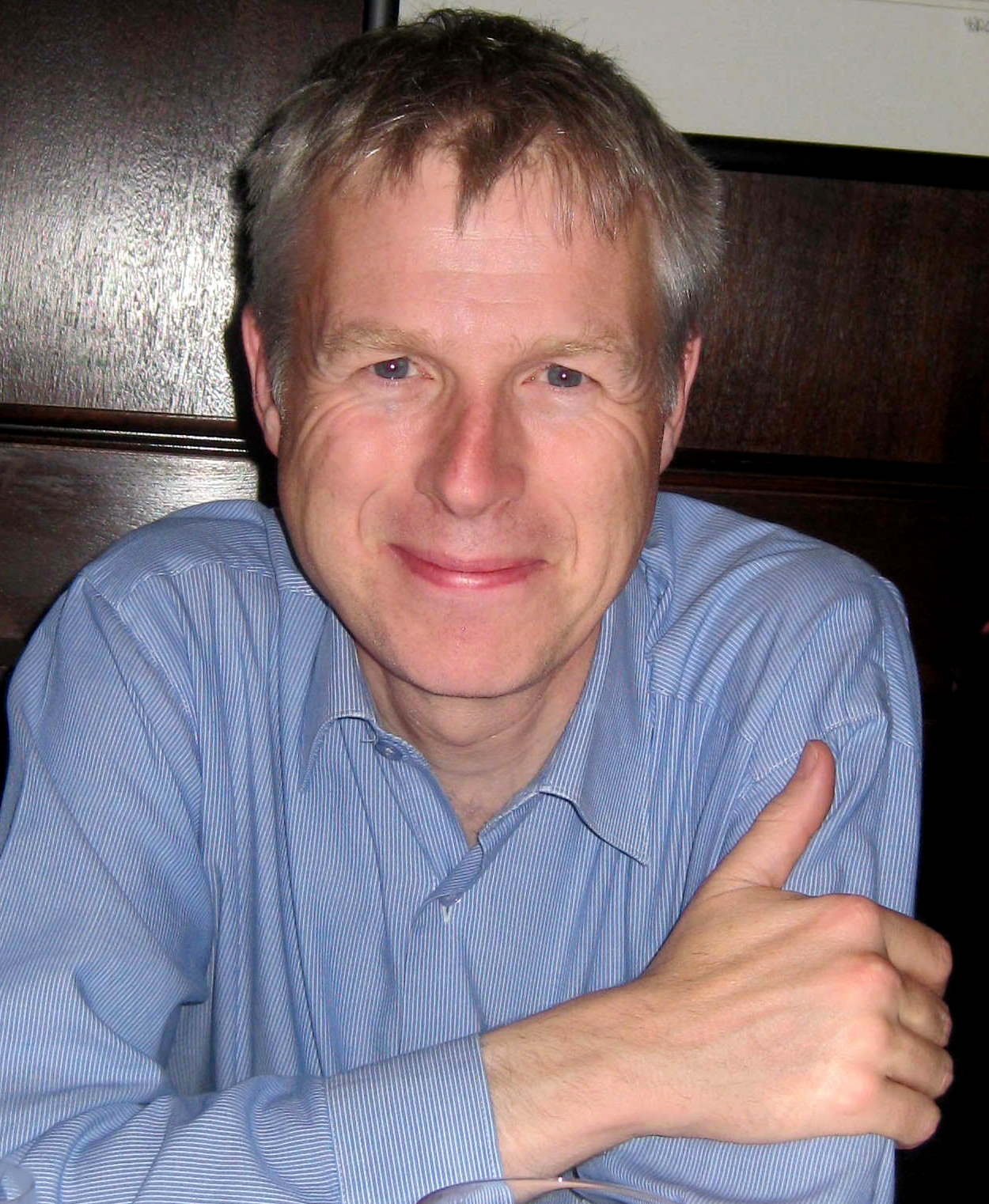
Ralph Douglas-Scott-Montagu, 4. Baron Montagu of Beaulieu

Baron Montagu of Beaulieu, in the County of Hampshire, ist ein erblicher britischer Adelstitel in der Peerage of the United Kingdom, der vom Oberhaupt eines Zweiges des schottischen Clan Douglas geführt wird.
Stammsitz der Familie ist The Palace House at Beaulieu, Hampshire. Darin befindet sich auch das National Motor Museum.

## Verleihung
Der Titel wurde im Jahre 1885 für Lord Henry Douglas-Scott-Montagu geschaffen, den zweiten Sohn von Walter Montagu-Douglas-Scott, 5. Duke of Buccleuch, und Lady Charlotte Thynne. Dieser war mehr als zwei Jahrzehnte Abgeordneter im House of Commons gewesen.
Aufgrund der vorgenannten Verwandtschaft steht der jeweilige Baron in der Titelerbfolge zu den Titeln Duke of Buccleuch und Duke of Queensberry sowie der Titel, die diesen nachgeordnet sind.

## Liste der Barone Montagu of Beaulieu (1885)
- Henry John Douglas-Scott-Montagu, 1. Baron Montagu of Beaulieu (1832–1905)
- John Walter Edward Douglas-Scott-Montagu, 2. Baron Montagu of Beaulieu (1866–1929)
- Edward John Barrington Douglas-Scott-Montagu, 3. Baron Montagu of Beaulieu (1926–2015)
- Ralph Douglas-Scott-Montagu, 4. Baron Montagu of Beaulieu (* 1961)

Mutmaßlicher Titelerbe (Heir Presumptive) ist der Halbbruder des jetzigen Barons, Hon. Jonathan Douglas-Scott-Montagu (* 1975).